# Mr.5 (專輯)
《Mr.5》為King & Prince的首張精選專輯，於2023年4月19日發行，唱片公司為日本環球音樂。本專輯是King & Prince五人時期發行的最後一張專輯。

## 概要
- 2023年1月16日，在特別設置的網站中舉行「國民投票！由大家製作的 King & Prince BEST ALBUM」，從主打歌以外的全部108首歌曲中，由粉絲投票選出前15首歌曲。將其收錄於Dear Tiara盤的DISC2中[2]。
- 根據日本公信榜（Oricon）公佈，本專輯在日本發售首日已衝過91.6萬張銷售量[3]；翌日，日本公告牌（Billboard Japan）亦公佈衝過100.4萬銷售量[4]，成為King & Prince首張百萬專輯。

## 發行內容
- 分成四種形式販售：初回限定盤A、初回限定盤B、通常盤、Dear Tiara盤（FC限定）。
- 規格

初回限定盤A：豪華外盒、2CD、DVD、32P歌詞本、60P Photobook
初回限定盤B：豪華外盒、2CD、DVD、32P歌詞本、60P Photobook
通常盤：2CD、32P歌詞本、Another Jacket（著色ver.）
Dear Tiara盤：2CD、DVD、96P Photo Jacket
- 先購特典

初回限定盤A：寫真卡（A6尺寸）
初回限定盤B：PVC海報（A4尺寸）
通常盤：Another Jacket（5張set）
Dear Tiara盤：貼紙（A6 尺寸）

## 收錄內容

### CD1
初回限定盤A・初回限定盤B・通常盤・Dear Tiara盤
1. シンデレラガール（Cinderella Girl）
2. Memorial
3. 君を待ってる（等待著你）
4. koi-wazurai（愛太難）
5. Mazy Night
6. I promise
7. Magic Touch
8. Beating Hearts
9. 恋降る月夜に君想ふ（在戀愛月夜想你）
10. Lovin' you
11. 踊るように人生を。（如舞人生。）
12. TraceTrace
13. ツキヨミ（月神）
14. 彩り（色彩）
15. Life goes on
16. We are young
17. Beautiful Flower
作詞・作曲・編曲：UTA

### CD2
| 初回限定盤A 1. Love Paradox 2. Key of Heart 3. エスコート 4. 僕のワルツ 5. A Little Happiness 6. 気楽にやろうよ（放輕鬆點吧） 7. Amazing Romance 8. 幸せがよく似合うひと（適合幸福的人） 9. 愛を伝えましょう 10. 花束 初回限定盤B 1. Easy Go 2. ナミウテココロ（起伏不定的心） 3. Kiss & Cry 4. Nothing compares 5. Little Christmas 6. Romantic 7. Started 8. Moon Lover 9. Last Train 10. Bounce | 通常盤 1. Naughty Girl 2. &LOVE 3. 僕らのGreat Journey（我們的Great Journey） 4. Namae Oshiete（請問芳名） 5. ichiban Dear Tiara盤 1. King & Prince, Queen & Princess 2. Focus 3. NANANA 4. ゴールデンアワー（黃金時段） 5. Dream in 6. Prince Princess 7. 今君に伝えたいこと（現在想告訴你的事） 8. 僕の好きな人（我喜歡的人） 9. 宙 (SORA) 10. Dear My Tiara 11. 君とメリークリスマス 12. 君がいる世界（有你的世界） 13. Glass Flower 14. Bounce To Night 15. OH! サマー KING（OH! SUMMER KING） |

### DVD
初回限定盤A
1. Special Music Video from King & Prince

初回限定盤B
1. 「King & Prince, Queen & Princess」 Music Video
2. 「King & Prince, Queen & Princess」 Music Video -Live Recording ver.-
3. 「King & Prince, Queen & Princess」 Behind the scenes

Dear Tiara盤
1. King & Prince 的小旅行 in 熱海！

## 外部連結
- 販售資訊
  - 初回限定盤A （页面存档备份，存于）－UNIVERSAL MUSIC JAPAN
  - 初回限定盤B （页面存档备份，存于）－UNIVERSAL MUSIC JAPAN
  - 通常盤 （页面存档备份，存于）－UNIVERSAL MUSIC JAPAN
  - Mr.5 （页面存档备份，存于）－Johnny's net
- YouTube
  - King & Prince「King & Prince, Queen & Princess」YouTube Edit （页面存档备份，存于）
  - King & Prince「Beautiful Flower」Recording Movie （页面存档备份，存于）
  - King & Prince BEST ALBUM「Mr.5」Special Movie （页面存档备份，存于）